# Valdemaqueda
Valdemaqueda község Spanyolországban, Madrid tartományban. Valdemaqueda Robledo de Chavela, Cebreros, El Hoyo de Pinares, San Bartolomé de Pinares, Las Navas del Marqués és Santa María de la Alameda községekkel határos. Lakosainak száma 833 fő (2024).

## Népesség
A település népessége az utóbbi években az alábbiak szerint változott:
| Lakosok száma | 595  | 728  | 843  | 858  | 859  | 804  | 768  | 781  | 798  | 833  |
|               | 2001 | 2004 | 2007 | 2009 | 2012 | 2014 | 2017 | 2019 | 2022 | 2024 |